# جنیفر ایگان
جنیفر ایگان (انگلیسی: Jennifer Egan؛ زادهٔ ۷ سپتامبر ۱۹۶۲) یک نویسنده، پدیدآور، و رمان‌نویس اهل ایالات متحده آمریکا است. برخی منتقدان و صاحبنظران به او لقب مارسل پروست پانک، ویلیام فاکنر راک‌اندرول و حتی دوس پاسوسِ هیپی داده‌اند. داستان‌ها و نوشته‌های ایگان بازتاب تنهایی، امیال و آرزوها، چندپارگی شخصیت انسان‌ها و واقعیت‌های زندگی در دنیای فراصنعتی است.

وی همچنین برنده جوایزی همچون جایزه پولیتزر برای داستان و کمک هزینه گوگنهایم شده‌است.

## زندگی
جنیفر ایگان در ۷ سپتامبر ۱۹۶۲ در شیکاگو به دنیا آمد و در سان فرانسیسکو بزرگ شد. او در رشته زبان انگلیسی از دانشگاه پنسیلوانیا فارغ‌التحصیل شد. در دوران دانشجویی با استیو جابز مراوده داشت و استیو یک دستگاه کامپیوتر مکینتاش در خانه او نصب کرده بود. پس از فارغ‌التحصیلی دو سال را در کالج سنت جان کمبریج سپری کرد. داستان‌های او در نشریاتی هم‌چون نیویورکر، مجله هارپر، زوئتروپ و هم‌چنین مجله نیویورک تایمز به چاپ رسیده‌است. از او تا کنون ۴ رمان و یک مجموعه داستان منتشر شده‌است.

## جوایز
در سال ۱۹۸۶ جایزه تورون به ایگان اختصاص یافت. وی هم‌چنین کمک‌هزینه‌های پشتوانه ملی هنرهای آمریکا و گوگنهایم را در سال ۱۹۹۶ دریافت کرد. در سال ۲۰۱۱ او یکی از افراد حاضر در مرحله نهایی جایزه پن/فاکنر برای داستان بود.

در سال ۲۰۱۱ ایگان به خاطر کتاب بازگشت به محله خلافکاران برنده جایزه ادبی پولیتزر برای داستان شد.

### رمان
- سیرک نامرئی (۱۹۹۵)
- نگاهم کن (۲۰۰۱)
- حفاظت (۲۰۰۶)
- بازگشت به محله خلافکاران(۲۰۱۰)[۳]

### داستان کوتاه
- شهر زمرد (۱۹۹۶)